# IGN (website)
IGN (voorheen Imagine Games Network) is een Amerikaanse amusementswebsite die zich richt op computerspellen, films, muziek en andere media.

## Geschiedenis

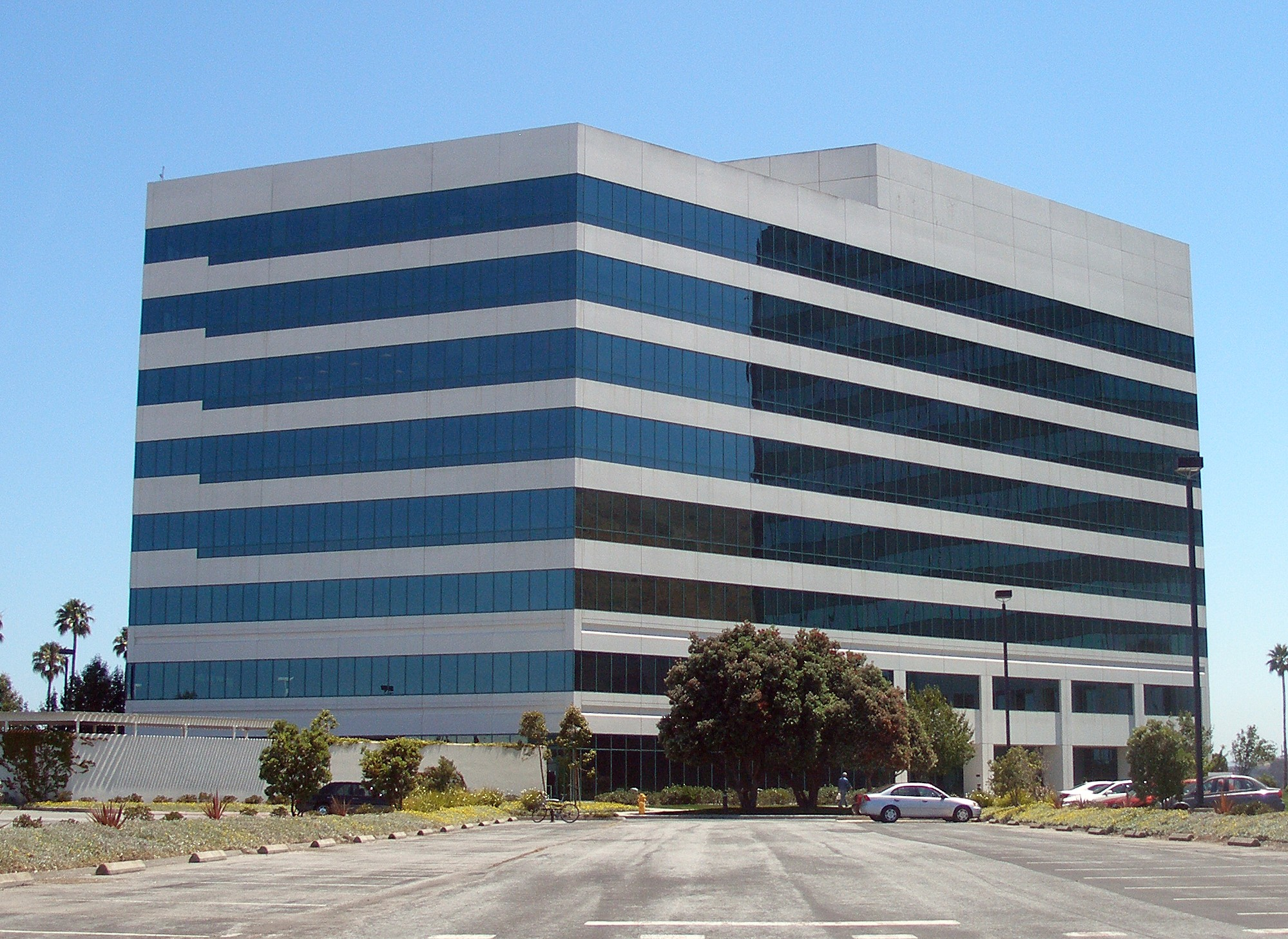
IGN Entertainment's voormalig hoofdkantoor in Brisbane, California.

In september 1996 werd Imagine Games Network opgericht door Jonathan Simpson-Bint. Het netwerk bestond oorspronkelijk uit vijf aparte websites die eigendom waren van Imagine Media: N64.com (later omgedoopt in ign64.com), PSXPower, Saturnworld, Next-Generation.com en Ultra Game Players Online. In 1998 werden alle websites van Imagine Media, op enkele uitzonderingen na zoals Next-Generation en Ultra Game Players Online, samengevoegd tot de nieuwe IGN-website.
IGN Entertainment nam in 2024 Gamer Network over, een overkoepelende media-organisatie waar onder meer vier grote websites die over computerspellen schrijven valt. Aanleiding voor deze overname zijn de moeilijke tijden voor gamejournalistiek. Veel kleinere websites hebben moeite te concurreren met YouTube, Twitch en Google's zoekresultaten. Ook weerstand onder het lezerspubliek over controversiële onderwerpen speelt een rol in de afname van journalisten over games.

## Websites
IGN was oorspronkelijk een Engelstalige website. Vanaf 2006 ging de website zich richten op regionale versies. Anno 2021 zijn er 28 versies van de website beschikbaar in 25 talen. Waar IGN aanvankelijk kantoren buiten de VS opende, werd dit later een franchise constructie, waar uitgevers gebruik kunnen maken van het merk IGN.